# Communauté de communes Arize Lèze
La communauté de communes Arize Lèze est une communauté de communes française, située dans le département de l'Ariège et la région Occitanie.

## Historique
Dans le cadre des dispositions de la loi portant nouvelle organisation territoriale de la République du 7 août 2015, qui prévoit que les établissements publics de coopération intercommunale (EPCI) à fiscalité propre doivent avoir un minimum de 15 000 habitants, seuil abaissé à 5 000 habitants dans certains territoires peu denses, notamment en montagne, la communauté de communes de l'Arize, avec une population municipale 2015 de 4 193 habitants, avait l'obligation légale de  fusionner avec une autre structure. Le schéma départemental de coopération intercommunale (SDCI) a prescrit cette fusion avec la communauté de communes de la Lèze, estimant que leurs deux territoires sont situés dans la zone géographique des coteaux, entre des pôles structurants à l'échelle interdépartementale que sont Muret, Auterive, Pamiers, Foix, Saint-Girons, Cazères et Carbonne. Leurs deux bassins de vie présentent des caractéristiques similaires en ce qui concerne les pôles d'équipement, et les intercommunalités avaient déjà commencé à coopérer au travers par exemple du syndicat mixte transfrontalier Arize-Lèze ou dans le domaine de la culture et de l'office du tourisme commun Arize-Lèze.
Après délibérations très largement favorables des conseils communautaires et municipaux concernés, la communauté de communes de l'Arize et de la communauté de communes de la Lèze fusionnent donc  le 1er janvier 2017 pour former la communauté de communes Arize - Lèze,.

## Territoire communautaire

### Géographie
L'intercommunalité est située en Ariège (région Occitanie).
Le territoire communautaire, d'une superficie de 385 km2, s'échelonne d'une altitude de 200 à 750 m.

### Composition
En 2023, la communauté de communes est composée des 27 communes suivantes :

| Nom                   | Code Insee | Gentilé      | Superficie (km2) | Population (dernière pop. légale) | Densité (hab./km2) |
| --------------------- | ---------- | ------------ | ---------------- | --------------------------------- | ------------------ |
| Le Fossat (siège)     | 09124      | Fossatois    | 14,41            | 1 061 (2022)                      | 74                 |
| Artigat               | 09019      | Artigatois   | 23,9             | 555 (2022)                        | 23                 |
| La Bastide-de-Besplas | 09038      | Besplasois   | 10,22            | 373 (2022)                        | 36                 |
| Les Bordes-sur-Arize  | 09061      | Bordéens     | 12,68            | 472 (2022)                        | 37                 |
| Camarade              | 09073      | Camareaux    | 27,68            | 209 (2022)                        | 7,6                |
| Campagne-sur-Arize    | 09075      | Campagnéens  | 13,34            | 286 (2022)                        | 21                 |
| Carla-Bayle           | 09079      | Carlanais    | 35,52            | 792 (2022)                        | 22                 |
| Castéras              | 09083      | Castérasiens | 1,84             | 22 (2022)                         | 12                 |
| Castex                | 09084      | Castécois    | 7,03             | 95 (2022)                         | 14                 |
| Daumazan-sur-Arize    | 09105      | Daumazanais  | 13,78            | 804 (2022)                        | 58                 |
| Durfort               | 09109      | Durfortois   | 10,98            | 185 (2022)                        | 17                 |
| Fornex                | 09123      | Fornexiens   | 9,62             | 107 (2022)                        | 11                 |
| Gabre                 | 09127      | Gabrais      | 13,36            | 124 (2022)                        | 9,3                |
| Lanoux                | 09151      | Lanouxéens   | 3,75             | 62 (2022)                         | 17                 |
| Lézat-sur-Lèze        | 09167      | Lézatois     | 40,13            | 2 341 (2022)                      | 58                 |
| Loubaut               | 09172      | Loubautois   | 2,39             | 28 (2022)                         | 12                 |
| Le Mas-d'Azil         | 09181      | Aziliens     | 39,36            | 1 236 (2022)                      | 31                 |
| Méras                 | 09186      | Mérasiens    | 3,69             | 97 (2022)                         | 26                 |
| Monesple              | 09195      | Monespléens  | 6,09             | 26 (2022)                         | 4,3                |
| Montfa                | 09205      | Montfanéens  | 8,54             | 94 (2022)                         | 11                 |
| Pailhès               | 09224      | Pailhésois   | 21,52            | 511 (2022)                        | 24                 |
| Sabarat               | 09253      | Sabaratois   | 9,5              | 377 (2022)                        | 40                 |
| Saint-Ybars           | 09277      | Eparchois    | 24,31            | 670 (2022)                        | 28                 |
| Sainte-Suzanne        | 09342      | Suzannais    | 10,39            | 249 (2022)                        | 24                 |
| Sieuras               | 09294      | Sieurassois  | 7,63             | 94 (2022)                         | 12                 |
| Thouars-sur-Arize     | 09310      | Thouarais    | 2,34             | 40 (2022)                         | 17                 |
| Villeneuve-du-Latou   | 09338      | Villeneuvoux | 6,52             | 154 (2022)                        | 24                 |

### Démographie
| 1968  | 1975  | 1982  | 1990  | 1999  | 2006   | 2011   | 2016   | 2022   |
| ----- | ----- | ----- | ----- | ----- | ------ | ------ | ------ | ------ |
| 9 863 | 9 265 | 8 611 | 8 923 | 9 325 | 10 191 | 10 804 | 10 732 | 11 064 |

## Administration

### Siège
Le siège de la communauté de communes est situé sur la Route de Foix, 09130 Le Fossat.

### Élus
La communauté de communes est administrée par son conseil communautaire, composé, pour la mandature 2020-2026, de  46 conseillers municipaux représentant chacune des  communes membres et répartis en fonction de leur population de la manière suivante : 

- 9 délégués pour Lézat-sur-Lèze ;

- 4 délégués pour Le Fossat et Le Mas-d'Azil ;

- 2 délégués pour Artigat, Le Carla-Bayle, Daumazan-sur-Arize et Saint-Ybars ; 

- 1 délégué ou son suppléant pour les autres communes, comprises entre 21 et 500 habitants.

Au terme des élections municipales de 2020 dans l'Ariège, le conseil communautaire de juillet 2020 a réélu son président, Laurent Panifous, maire du Fossat. Celui-ci ayant été élu député de l'Ariège lors des élections législatives de 2022 dans l'Ariège, a démissionné de ses mandats exécutifs locaux conformément à la législation limitant le cumul des mandats en France.
Le conseil communautaire du 28 juillet 2022 a donc élu son successeur pour la fin de la mandature 2020-2026, Jean-Claude Courneil, maire de Lézat-sur-Lèze et conformé ses vice-présidents, qui sont : 
1. Raymond Berdou, maire du Lézat-sur-Lèze, chargé politique associative et équipements sportifs ;
2. Laurent Milhorat, maire de Sabarat, chargé de l'urbanisme et de l'habitat ;
3. Lyliane Descuns, maire de Méras, chargé des politiques sociales ;
4. François Vanderstraeten, maire d'Artigat, chargé de la voirie et  des travaux ;
5. Roger Buffa, maire de Durfort, chargé de l'enfance et de la  jeunesse ;
6. Francis Boy, maire de Saint-Ybars, chargé de la gestion des déchets ;
7. Jean-Claude Commenge, maire de Campagne-surArize, chargé de la fiscalité et des transports ;
8. Philippe Jaloux, maire de Villeneuve-du-Latouchargé des finances ;
9. Jean-Luc Couret, maire de Carla-Bayle, chargé de l'économie[7] ;
10. Yvon Lassalle, Maire de Pailhès, chargé du développement durable, de l'agriculture, du tourisme et de la mobilité douce ;
11. Mme Dominique Antolini, maire de La Bastide-de-Besplas, chargé du réseau des bibliothèques ;
12. Jean Leclerc, maire de Daumazan-sur-Arize, chargé de la communication.

### Liste des présidents
| Période      | Période                    | Identité             | Étiquette | Qualité |
| ------------ | -------------------------- | -------------------- | --------- | --- |
| janvier 2017 | juillet 2022               | Laurent Panifous     | PS        | Directeur d'EHPAD Maire du Fossat (2014 → 2022) Président du PETR de l’Ariège (2020 → 2022) Député de l'Ariège (2e circ.) (2022 → ) Démissionnaire à la suite de son élection comme député |
| juillet 2022 | En cours (au 30 mars 2023) | Jean-Claude Courneil | PS        | Retraité Maire de Lézat-sur-Lèze (2008 → ) Président de la CC de la Lèze (2016 → 2016) |

### Compétences
L'intercommunalité exerce les compétences qui lui ont été transférées par les communes membres, dans les conditions ficées par le code général des collectivités territoriales.
Il s'agit de : 
- Aménagement de l'espace communautaire : signalétique routière, touristique et de loisirs, aires de covoiturage d’intérêt communautaire, plan local d’urbanisme intercommunal (PLUi) et schéma de cohérence territoriale (SCoT), plan de mise en accessibilité de la voirie et des aménagements des espaces publics, étude et aménagement du foncier agricole ;

- Développement économique : zones d’activités économiques, actions de développement économique, politique locale du commerce et soutien aux activités commerciales d’intérêt communautaire, gestion des opérations de développement économique, animation et promotion touristique par délégation à l’Office de Tourisme intercommunal ;

- Gestion des milieux aquatiques et prévention des inondations (GEMAPI) : aménagement d’un bassin ou d’une fraction de bassin hydrographique ; entretien et l’aménagement d’un cours d’eau, canal, lac ou plan d’eau, y compris les accès à ce cours d’eau, à ce canal, à ce lac ou à ce plan d’eau ; défense contre les inondations et la mer ; protection et restauration des sites, des écosystèmes aquatiques et des zones humides ainsi que des formations boisées riveraines ;

- Aires d'accueil des gens du voyage et terrains familiaux locatifs ;

- Collecte et traitement des déchets ménagers et assimilés ;

- Politique du logement et du cadre de vie : étude et opérations destinées à l’amélioration de l’habitat et du bâti ; élaboration, suivi et animation du Plan Local Habitat ;

- Voirie reconnue d'intérêt communautaire et voirie communale et rurale sous convention de mandat ou de mise à dispositions de services ;

- Action sociale reconnue d'intérêt communautaire : service de transport à la demande, action en matière d’aide aux personnes âgées et soutien financier aux associations agissant dans ce domaine, étude, création et gestion d’une structure pluridisciplinaire de santé, gestion des établissements d’hébergement pour personnes âgées dépendantes de Daumazan sur Arize et du Mas-d’Azil ;

- Assainissement des aux usées ;

- Enfance et jeunesse : actions en faveur de l’enfance et de la jeunesse dans le cadre périscolaire, création et gestion d’infrastructures pour l’accueil et le développement d’activités pour la petite enfance, l’enfance et la jeunesse ;

- Création et gestion de salle omnisports d’intérêt communautaire ;

- Développement culturel : bassin de lecture et d’accès aux Nouvelles Technologies de l’Information, bibliothèque centre au Mas d’Azil, aides financières aux associations culturelles, sportives, à vocation sociale intervenant à l’échelle supra communale, acquisition et gestion de matériels nécessaires à l’installation de manifestations l’intérêt supra-communal et mise à disposition par convention de services, de personnel ou de matériel aux communes adhérentes ;

- Nouvelles technologies : portail de sites internet pour la communauté de communes et les communes, système d’information géographique et d’un cadastre numérisé ;

- Patrimoine : réhabilitation du petit patrimoine d’intérêt communautaire, centre d’interprétation paléontologique et environnementale à vocation muséographique,culturelle, scientifique, pédagogique et touristique ;

- contribution financière aux services de secours et d’incendie ;

- Randonnée : sentiers de randonnées d’intérêt patrimonial, sportif ou paysager reconnus d'intérêt communautaire ;

- Procédures contractuelles : procédures contractuelles de développement avec l’union européenne, l’État, la région, le département et tout autre organisme, projets de coopération transfrontière et des projets impliquant des financements européens.

### Régime fiscal et budget
La communauté de communes est un établissement public de coopération intercommunale à fiscalité propre.
Afin de financer l'exercice de ses compétences, l'intercommunalité perçoit la fiscalité professionnelle unique (FPU) – qui a succédé à la taxe professionnelle unique (TPU) – et assure une péréquation de ressources entre les communes résidentielles et celles dotées de zones d'activité.
Elle perçoit également une bonification de la dotation globale de fonctionnement (DGF), ainisi qu'une taxe  d'enlèvement des ordures ménagères (TEOM) et une taxe GEMAPI, qui financent le fonctionnement de ces services publics.
L'intercommunalité  ne reverse pas de dotation de solidarité communautaire (DSC) à ses communes membres

## Projets et réalisations
Conformément aux dispositions légales, une communauté de communes a pour objet d'associer des « communes au sein d'un espace de solidarité, en vue de l'élaboration d'un projet commun de développement et d'aménagement de l'espace ».
Le Réseau de Bibliothèques Arize Lèze est constitué de cinq bibliothèques : la bibliothèque - centre au Mas-d'Azil et ses quatre bibliothèques de réseau à Sabarat, Daumazan-sur-Arize et La Bastide-de-Besplas, ainsi que la Bibliothèque du Fossat. Ces bibliothèques sont gérées par la Communauté de Communes Arize Lèze.